# Wagankowoer Friedhof

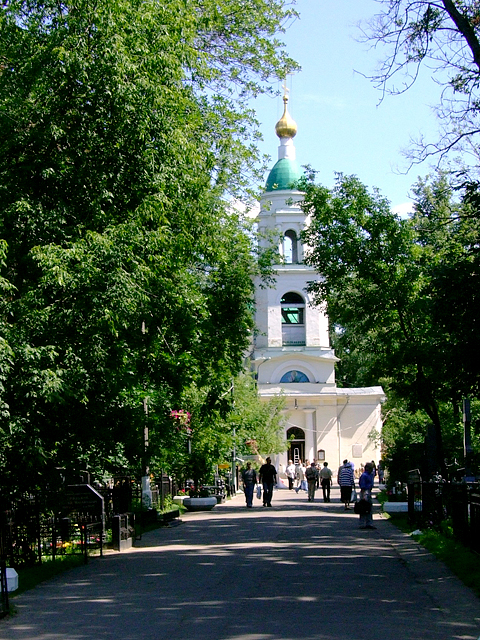
Allee am Wagankowoer Friedhof, im Hintergrund die Kirche des Gedenktags der Auferstehung

Der Wagankowoer Friedhof (russisch Вага́ньковское кла́дбище / Transkription Wagankowskoje kladbischtsche) in Moskau ist einer der bekanntesten Friedhöfe in Russland. Er ist rund 50 Hektar groß und beherbergt heute zahlreiche Grabstätten von prominenten Persönlichkeiten.

## Allgemeines
Der heutige Wagankowoer Friedhof entstand im Jahr 1771 etwas westlich der damaligen Stadtgrenzen Moskaus, nahe dem Dorf Nowoje Wagankowo, und diente anfangs als Massenbegräbnisstätte für Opfer der zu jener Zeit grassierenden Pestepidemie. Noch etwa bis Mitte des 19. Jahrhunderts galt der Friedhof im Wesentlichen als Begräbnisstätte für arme Leute. Erst durch das starke Bevölkerungswachstum und die weitere Ausdehnung der Stadtgrenzen ließen sich zunehmend wohlhabende und auch prominente Personen hier bestatten. Von 1925 bis 1936 wurden hier Opfer der Stalinschen Säuberungen beerdigt.
Zu Sowjetzeiten fanden hier insbesondere viele bekannte Künstler ihre letzte Ruhe, während nach dem Zerfall der Sowjetunion der Wagankowoer Friedhof zunehmend auch als bevorzugte Begräbnisstätte (mutmaßlicher) Mafiabosse und anderer Neureicher in Schlagzeilen geriet. Anders als der Moskauer Nowodewitschi-Friedhof, auf dem ausschließlich Ehrenbürger und ihre Angehörige bestattet werden, kann auf dem Wagankowoer Friedhof jeder, der es sich finanziell leisten kann, eine Grabstätte erwerben.
Den architektonischen Mittelpunkt des parkartigen Wagankowoer Friedhofs bilden zwei 1824 errichteten Kirchen, die als Friedhofskapelle genutzt werden. Neben Einzelgräbern findet man auf dem Friedhof Massenbegräbnisse der Opfer der Schlacht von Borodino, der Chodynka-Tragödie von 1896, der Revolution von 1905 und des Zweiten Weltkrieges sowie von den drei Widerstandskämpfern, die während des Augustputsches von 1991 ums Leben kamen. Auch Opfer der Geiselnahme im Dubrowka-Musicaltheater von 2002 wurden auf dem Wagankowo-Friedhof beigesetzt, allerdings in getrennten Einzelgräbern.

## Gräber prominenter Personen
- Alexander Abdulow (1953–2008), Schauspieler und Regisseur
- Wassili Agapkin (1884–1964), Komponist
- Wassili Aksjonow (1932–2009), Schriftsteller
- Sergei Aljoschin (1886–1963), Bildhauer
- Alexander Alow (1923–1983), Filmregisseur
- Boris Andrejew (1915–1982), Schauspieler
- Dmitri Anutschin (1843–1923), Geograph und Ethnologe
- Nikolai Anziferow (1889–1958), Historiker
- Abram Archipow (1862–1930), Maler
- Inga Artamonowa (1936–1966), Eisschnellläuferin
- Tamara Balesina (1913–2010), Mikrobiologin
- Tatjana Batschelis (1918–1999), Theater- und Filmwissenschaftlerin
- Nikolai Bauman (1873–1905), Revolutionär
- Alexander Beljajew (1803–1888), Schriftsteller, Dekabrist
- Anatoli Beljajew (1906–1967), Metallurg
- Nikolai Beljajew (1877–1920), Metallurg, Metallkundler und Hochschullehrer
- Dora Beljawskaja (1894–1986), Gesangspädagogin
- Sergei Nikolajewitsch Blaschko (1870–1956), Astronom
- Pawel Bobrischtschew-Puschkin (1802–1865), Poet und Dekabrist
- Michail Bontsch-Brujewitsch (1870–1956), Revolutionär
- Andrei Botschkin (1906–1979), sowjetischer Wasserbauingenieur
- Georgi Burkow (1933–1990), Schauspieler
- Konstantin Bykowski (1841–1906), Architekt
- Michail Bykowski (1801–1885), Architekt
- Alexander Chanow (1904–1983), sowjetischer Schauspieler und Synchronsprecher
- Leonid Charitonow (1933–2017), sowjetisch-russischer Bassbariton und Solist des Alexandrow-Ensembles
- Oleg Dal (1941–1981), Schauspieler[3]
- Wladimir Dal (1801–1872), Lexikograph
- Igor Dmitrijew (1941–1997), Eishockeyspieler und -trainer
- Ljubow Dobrschanskaja (1906–1980), Schauspielerin
- Nil Filatow (1847–1902), Kinderarzt
- Marija Fortus (1900–1981), Agentin
- Alexander Frolow (1804–1885), Leutnant, Dekabrist
- Nikolai Gersewanow (1879–1950), Bodenmechanik-Ingenieur und Hochschullehrer
- Sergei Gorodezki (1884–1967), Dichter
- Sergei Grinkow (1967–1995), Eiskunstläufer
- Lew Jaschin (1929–1990), Fußballtorwart
- Leonid Jengibarow (1935–1972), Clown, Schauspieler und Pantomime
- Sergei Jessenin (1895–1925), Dichter, Ehemann der Tänzerin Isadora Duncan (1877–1927)
- Andrei Jumaschew (1902–1988), Testpilot
- Sergei Juschenkow (1950–2003), Politiker
- Weniamin Kawerin (1902–1989), Schriftsteller
- Michail Kononow (1940–2007), Schauspieler
- Adilja Kotowskaja (1927–2020), Physiologin
- Janka Kupala (1882–1942), Dichter
- Nadeschda Petrowna Lamanowa (1861–1941), Modedesignerin
- Wladislaw Listjew (1956–1995), Journalist
- Alexander Loganowski (1810–1855), Bildhauer
- Alexei Lossew (1893–1988), Philosoph
- Jewgeni Majorow (1938–1997), Eishockeyspieler
- Andrei Mironow (1941–1987), Schauspieler
- Olga Moltschanowa (1886–1975), Ernährungsphysiologin und Hochschullehrerin
- Pawel Motschalow (1902–1977), Schauspieler
- Igor Netto (1930–1999), Fußballspieler
- Artur Nischtschjonkin (1931–2001), Schauspieler
- Alexandra Nowosjolowa (1900–1986), Chemikerin und Hochschullehrerin
- Bulat Okudschawa (1924–1997), Dichter und Musiker
- Tatjana Okunewskaja (1914–2002), Schauspielerin
- Ljudmila Pachomowa (1946–1986), Eiskunstläuferin
- Pjotr Petrowitschew (1874–1947), Maler
- Juri Pobedonoszew (1907–1973), Raketenkonstrukteur und Hochschullehrer
- Warwara Podjapolskaja (1892–1975), Helminthologin
- Michail Possochin (1910–1989), Architekt
- Michail Pugowkin (1923–2008), Schauspieler
- Wassili Pukirew (1832–1890), Maler
- Alexander Ragulin (1941–2004), Eishockeyspieler
- Sinaida Reich (1894–1939), Schauspielerin
- Larissa Reissner (1895–1926), Schriftstellerin
- Nikolai Roslawez (1881–1944), Komponist, Musiktheoretiker, Publizist, Pädagoge und Geiger
- Wiktor Rosow (1913–2004), Dramatiker
- Jakow Roswal (1932–2015), Ingenieur
- Iulian Rukawischnikow (1922–2000), Bildhauer
- Mitrofan Rukawischnikow (1887–1946), Bildhauer und Grafiker
- Pjotr Sacharow-Tschetschenez (1816–1846), Maler
- Alexei Sawrassow (1830–1897), Maler
- Fjodor Schechtel (1859–1926), Architekt
- Boris Schitkow (1882–1938), Schriftsteller
- Grigori Schtschurowski (1803–1884), Mediziner, Geologe und Hochschullehrer
- Nina Sidorowa (1910–1961), Mediävistin und Hochschullehrerin
- Alexander Slatowratski (1878–1960), Bildhauer
- Witali Solomin (1941–2002), Schauspieler
- Anatoli Solonizyn (1934–1982), Schauspieler
- Alexei Speranski (1888–1961), Pathologe
- Nikolai Starostin (1902–1996), Fußballspieler
- Pawel Sternberg (1865–1920), Astronom
- Eduard Strelzow (1937–1990), Fußballspieler
- Alexei Sudajew (1912–1946), Waffenkonstrukteur
- Wassili Surikow (1848–1916), Maler
- Jewgeni Swetlanow (1928–2002), Musiker
- Igor Talkow (1956–1991), Musiker
- Michail Tanitsch (1923–2008), Liedermacher
- Anatoli Tarassow (1918–1995), Eishockeyspieler
- Kliment Timirjasew (1843–1920), Biologe
- Anna Timirjowa (1893–1975), Dichterin
- Fjodor Iwanowitsch Tolstoi vom Spitznamen Amerikaner (1782–1846), berüchtigter Abenteurer und Duellant
- Wassili Tropinin (1776–1857), Maler
- Wera Tschaplina (1908–1994), Zoo-Tierpflegerin und Kinderbuchautorin
- Arkadi Tschernyschow (1914–1992), Eishockeyspieler
- Dmitri Tschitschagow (1835–1894), Architekt und Hochschullehrer
- Michail Tschitschagow (1837–1889), Architekt und Hochschullehrer
- Grigori Tschuchrai (1921–2001), Regisseur
- Weronika Tuschnowa (1911–1965), Ärztin und Dichterin
- Juri Tynjanow (1894–1943), Schriftsteller
- Wladimir Wachmistrow (1897–1972), Pilot und Luftfahrtingenieur
- Alexei Werstowski (1799–1862), Komponist
- Georgi Wizin (1917–2001), Schauspieler
- Lew Wlassenko (1928–1996), Pianist und Klavierpädagoge
- Iwan Woronow (1915–2004), Schauspieler
- Michail Wukalowitsch (1898–1969), Physiker und Hochschullehrer
- Wladimir Wyssozki (1938–1980), Schauspieler, Dichter und Musiker